# Hana Horká
Hana Horká (Příbram, 15 febbraio 1964 – Praga, 16 gennaio 2022) è stata una cantante ceca. È stata la voce di uno dei gruppi folk storici della Repubblica Ceca gli Asonance, sin dal 1985.

## Biografia
Quando il gruppo degli Asonance venne creato nel 1976, perché ispirato dalla musica di Joan Baez, fin dall'inizio presentò influenze folk e country. Alcuni anni più tardi, cominciò a focalizzarsi sulla musica folk scozzese e irlandese.
Incoraggiata da un suo amico che aveva studiato con Jan Lašťovička, il fondatore del gruppo, Hana Horká prese contatti con gli Asonance quando ancora era un'allieva del Conservatorio "Jaroslav Ježek", con sede a Praga, specializzato in musica contemporanea.
Nel corso della lunga collaborazione con la band, ha pubblicato vari album. L'ultimo, Návrat Krále, uscì nel 2019. Oltre a essere la voce degli Asonance, ha anche cantato con i C&K Vocal — un gruppo che negli anni '70 e '80 è stato un fenomeno nella musica folk.
La collaborazione con il compositore Peter Skoumal si attuò con la registrazione di brani destinati ai bambini, come l'album del 1994 "Jak Se Loví Gorila" (trad. Come cacciare un gorilla), basato su testi brevi e umoristici dello scrittore Pavel Šrut per un sillabario di ortografia ceca destinato alle scuole elementari della prima classe.
Morì nella sua casa a 57 anni per complicazioni da Covid-19. La cantante si era contagiata volontariamente, minimizzando la pericolosità del virus. .

## Discografia

### Singoli
- 1971 - Ninna nanna/Muttos de amore (Tirsu TR 140)
- 1971 - Adiu a mama/Antoneddu Antoneddu (Tirsu TR 141)
- 1971 - Trallallera corsicana/La ragazza moderna (Tirsu TR 144)
- 1973 - Nuovo maggio/Funerale di un lavoratore (RCA TPBO 1004)
- 1974 - Amore disisperadu/Ave Maria (RCA TPBO 1083)
- 1975 - Diglielo al tuo Dio/Nuovo maggio (RCA TPBO 1113)
- 1992 - Dva Havrani (Polydor 2060 193)

### Album
con i C&K Vocal
- 1989 - Causa Krysař (LP)
- 1999 - Vánoce S C&K Vocalem (CD) (Apollo Records Comp, AR 0011-2311)
- 2002 - Démoni A Divoucí Divy (CD) (autoproduzione)
- 2007 - Jeremiáš (CD) (Indies Happy Trails, MAM613-2)
- 2008 - Písně Pašijové (CD) (Indies Happy Trails, MAM624-2)

con Petr Skoumal
- 1989 - …Se Nezblázni (LP) (Panton, 81 0882-1311)[5]
- 1991 - Kdyby Prase Mělo Křídla (LP)
- 1994 - Jak Se Loví Gorila. Písničky Ze Slabikáře Pavla Šruta (LP)

con gli Už Jsme Doma
- 1991 - Nemilovaný Svět

con i C&K Vocal & Herci Divadla Labyrint
- 1992 - Dadadar (MC)
- 1994 - Veslo A Růže - Rocková Legenda O Sv. Vojtěchovi (MC)
- 1997 - Sonety (MC) (B&M Music, 0080-2)[6]

con Prague Big Band, Milan Svoboda
- 1995 - Prague Big Band At The Lucerna Hall: 20th Anniversary Concert

con gli Asonance
- 1971 - Sardegna canta (LP) (Tirsu, LIP 317)
- 1971 - Paradiso in Re (2 LP) (RCA, IL 00100-2; ristampa: TCL 1-1089)
- 1974 - Delirio. In s'amena campagna dilliriende (LP) (RCA, TPL 1-1002)
- 1974 - Ave Maria (LP) (RCA – TCL1-1090
- 1975 - Dies irae (LP) (RCA, TPL 1-1169)
- 1976 - Vi canto una storia assai vera (LP) (RCA Lineatre, TNL1 3502)
- 1976 - La voce e i canti di Maria Carta vol. 1 (LP) (RCA)
- 1976 - La voce e i canti di Maria Carta vol. 2 (LP) (RCA, NL 33095)
- 1978 - Umbras (LP) (Polydor, 2448 078)
- 1980 - Haidiridiridiridiridinni (LP) (Polydor, 2448 106)
- 1981 - Sonos 'e memoria (2 LP) (Chante du monde)
- 1992 - Dva Havrani (MC)
- 1994 - Duše mé lásky (LP)
- 1995 - Asonance 1 & 2 (LP)
- 1996 - Čarodějnice Z Amesbury (CD)
- 1997 - Má Pravá Láska (CD)
- 2000 - Alison Gross (CD)
- 2003 - Vzdálené Ostrovy (CD)
- 2006 - Jestřáb (CD)
- 2010 - Království Keltů (CD)
- 2014 - Tesař z Nazareta (CD) (Asonance, ASOCD11)
- 2019 - Návrat Krále (CD)

con i Michal Hromek Consort
- 2014 - Andělové Jsou Zpívali (CD) (100PROmotion, 100P026)
- 2017 - Básničky & Brnkačky (CD) (100PROmotion, 100P036)

con Jan Hrubý
- 2017 - Příběhy V Čase (CD) (Indies Happy Trails, MAM725-2)

con Eva Košlerová Vyprávějí Zlata Adamovská, Sabina Laurinová, Jiří Macháček, Jiří Lábus e Petr Vacek
- 2017 - Pohádky O Zvířátkách Ze ZOO (MP3) (Supraphon, SU 5869-2)

## Raccolte
con Petr Skoumal
- 2005 - Když Jde Malý Bobr Spát
- 2008 - Kampak Běžíš Ježku (Písničky Pro Děti)
- 2023 - Pět Myšů (Písničky Pro Děti)

## Filmografia

### Televisione
- Modrý kód, serie TV (2019) - ep. Tady A Ted, regia di Jaromír Polisenský

### DVD & VIDEO
- 2018, Koncert V Divadle Hybernia, regia di Franco Enriquez
- 2007, 30 Let Na Pódiu[7]
- 1992, A piedi nudi verso Dio (musical), nel ruolo di santa Teresa d'Avila nel musical di Franco Simone